# New York Film Critics Circle Awards 1950
La 16ª edizione della cerimonia dei New York Film Critics Circle Awards, annunciata il 27 dicembre 1950, si è tenuta il 28 gennaio 1951 ed ha premiato i migliori film usciti nel corso del 1950.

## Vincitori

### Miglior film
- Eva contro Eva (All About Eve), regia di Joseph L. Mankiewicz

### Miglior regista
- Joseph L. Mankiewicz - Eva contro Eva (All About Eve)

### Miglior attore protagonista
- Gregory Peck - Cielo di fuoco (Twelve O'Clock High)

### Miglior attrice protagonista
- Bette Davis - Eva contro Eva (All About Eve)

### Miglior film in lingua straniera
- L'amore, regia di Roberto Rossellini • Italia